# Alix Énault
Alix Énault, également connue sous le pseudonyme d’Alix Duval, née Alix Marie Bardin à Cherbourg le 1er novembre 1846 et morte à Paris le 2 janvier 1909, est une artiste peintre française.

## Biographie

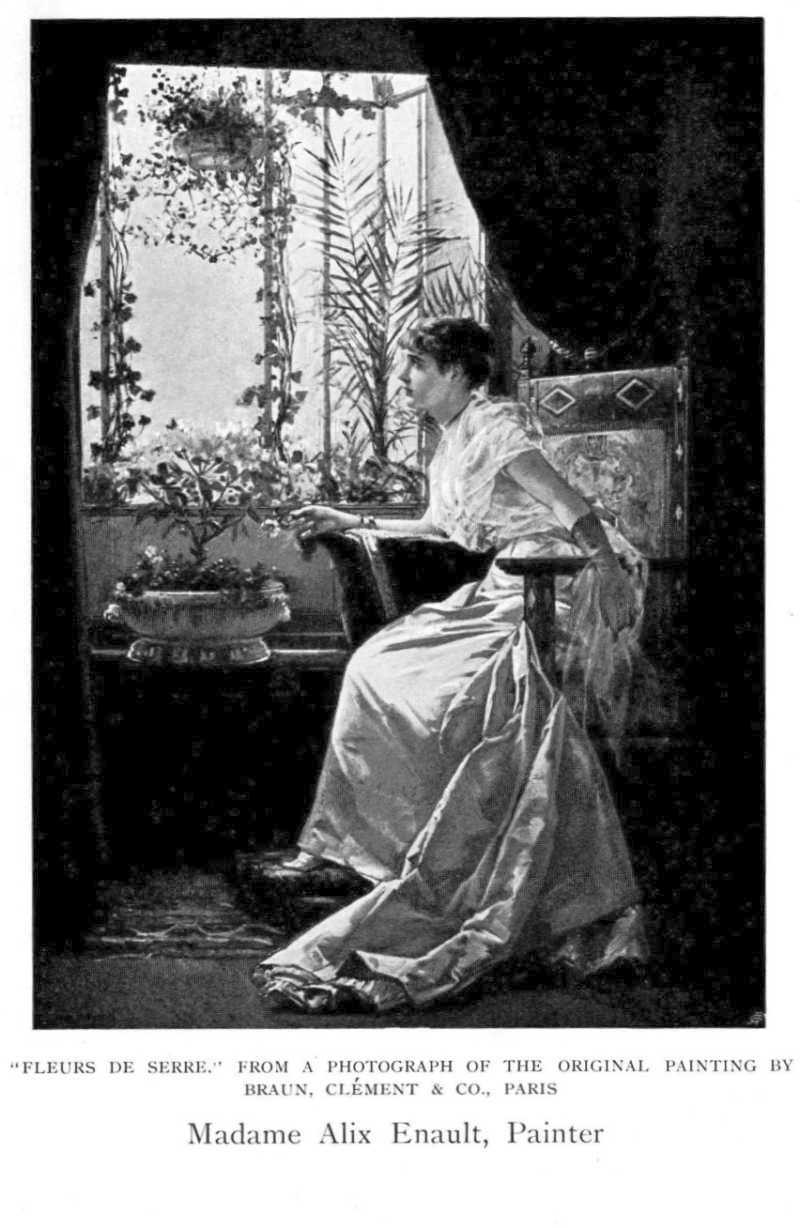
Fleurs de serre (Salon de 1882), localisation inconnue.

Alix Marie Bardin est née à Cherbourg le 1er novembre 1846 d'Édouard Bardin, capitaine au long cours et de Désirée Marie Digard,,.
Elle pratique la peinture sous le pseudonyme de Mlle Alix Duval au début de sa carrière. Elle épouse Louis Énault (1824-1900), écrivain et critique du Salon,, le 2 août 1875, et se fait alors connaître sous le nom d'Alix-Louis Énault ou Mme Louis Énault.
Elle est élève d'Ange Tissier, Florent Willems et Léon Bonnat. Elle expose pour la première fois au Salon en 1876 un tableau intitulé L'Invocation de la mariée,. Elle est membre du Salon des artistes français en 1885 et y obtient une mention honorable en 1887. Ses scènes de genre sont très appréciées des critiques et plusieurs de ses toiles sont citées comme Premier deuil, L'Adieu, L'Abbesse de Jouarre et Fleur d'Orient.
Elle remporte une médaille de bronze à l'Exposition universelle de Paris de 1889. 
Son tableau Fleurs de serre a été reproduit dans les livres Salon de Paris de 1882 et Women Painters of the World de 1905,. 
Alix Énault meurt le 2 janvier 1909 dans le 9e arrondissement de Paris. Elle est inhumée dans la même ville au cimetière des Batignolles.

## Œuvres
- L'Invocation de la mariée, 1876[4].
- Première Prière, Salon de 1877[16].
- Les Plâtreries de Sannois, en septembre, paysage, 1879[17].
- Souvenir d'automne, vers 1880[18]
- Fleurs de serre, 1882[13].
- L'Abbesse de Jouarre, 1887[19].
- Fleur d'Orient, 1896.
- La Circassienne, 1896[20].